# ديبيكا كوماري
ديبيكا كوماري (بالهندية: deepika kumari؛ بالإنجليزية: Deepika Kumari) هي نبالة هندية، ولدت في 13 يونيو 1993 في رانشي في الهند.

## وصلات خارجية
- الموقع الرسمي
- ديبيكا كوماري على موقع الاتحاد الدولي للرماية بالسهام (الإنجليزية)
- ديبيكا كوماري على موقع اللجنة الأولمبية الدولية (الإنجليزية)
- ديبيكا كوماري على موقع أوليمبيديا (الإنجليزية)
- ديبيكا كوماري على موقع اتحاد ألعاب الكومنولث (مؤرشف) (الإنجليزية)